# Сражение у мыса Пассаро
Сражение у мыса Пассаро (англ. Battle of Cape Passaro) — морское сражение в Средиземном море, которое состоялось у берегов Сицилии 11 августа 1718 года, нападением британского флота под командованием Джорджа Бинга на испанский флот, под командованием адмиралов Кастанета и Чакона, закончившееся разгромом последнего. Бой произошёл за четыре месяца до начала Войны четверного альянса и послужил одним из поводов для её начала.
2 августа 1718 года был подписан договор о создании Четверного альянса, объединивший Великобританию, Францию, Соединенные провинции и Священную Римскую империю против Испании, из-за вторжения, осуществленного Филиппом V на Сицилию и Сардинию. Одной из первых ответных операций было развертывание британского флота вокруг Мессины с идеей осадить ее и отбить у испанцев.
10 августа Бинг узнал, что испанский флот находится у мыса Пассаро. Флот противника был замечен около полудня. Он пришвартовался в 6 морских милях от берега в боевом порядке. Испанский флот состоял из 23 военных кораблей, в том числе галер, боевых кораблей и канонерских лодок. Как только испанский флот заметил англичан, он попытался уйти в открытое море. Британский флот преследовал противника весь день и всю ночь. 
11 августа оба флота находились в пределах досягаемости друг друга. Шесть линейных кораблей, галеры, брандеры и более мелкие суда отделились от испанского флота, чтобы укрыться в порту. Пять британских кораблей бросились в погоню. Авангард британского флота начал бой около 6 часов утра. Вскоре центр под командованием Бинга также столкнулся с основными силами испанцев. Настоящего линейного боя не было, а были многочисленные стычки между отдельными кораблями. Около полудня испанский флагман был атакован двумя британскими кораблями. Атака была поддержана двумя другими кораблями. Бой длился два часа, пока испанский флагман не спустил флаг. Английский флагман вел бой с двумя испанскими кораблями.
В целом большая часть испанского флота была захвачена или потоплена; потерь у британского флота не было. Также британские корабли, преследовавшие более мелкие испанские суда в начале сражения, 18 августа сообщили о захвате или потоплении нескольких кораблей.
Через несколько месяцев, 17 декабря 1718 года, остальные три страны Четверного альянса объявили войну Испании, формально начав войну. 